# Berkers-Verbunt
Berkers-Verbunt was een boek- en handelsdrukkerij in Asten in de Nederlandse provincie Noord-Brabant. Ze heeft bestaan van 1905 tot 1907 en werd bekend door de uitgave van een serie van 675 genummerde ansichtkaarten van Noord-Brabantse en Noord-Limburgse dorps- en stadsgezichten.

## Ontwikkeling van het bedrijf
De drukkerij was een voortzetting van drukkerij Adriaan M. Berkers-Kuypers, die in juni 1900 van start ging en onder meer de wikkels drukte voor de plaatselijke margarinefabriek A. Bluijssen zonen. Ook gaf men vanaf september 1901 enige jaren het Nieuwsblad voor Peelland en Meijerij uit.
Na een kortstondige vennootschap - van eind 1903 tot eind 1904 - met de kassier van de plaatselijke boerenleenbank Joseph Brueren onder de naam Berkers-Brueren, werd het bedrijf vervolgens sinds september 1904 voortgezet met firmant Aloysius Th. Verbunt als Berkers-Verbunt. In 1906 werd de firma een naamloze vennootschap onder de naam Stoom- Boek- en Handelsdrukkerij voorh Berkers-Verbunt. De vennootschap werd aangegaan voor de duur van 29 jaren en het kapitaal bedroeg 50.000 gulden verdeeld over 100 aandelen van 500 gulden.
Toen de firma Bluijssen in 1907 failliet ging, betekende dat ook het einde van drukkerij Berkers-Verbunt. De zaak werd publiekelijk verkocht. De machines werden gekocht door P.J. Schriks, de meesterknecht van de drukkerij. Hij zette de drukkerij voort en trad ook op als uitgever, van onder meer feestliederen en ansichtkaarten. Vanaf 1920 gaf de fa. Schriks het nog steeds bestaande weekblad Peelbelang uit.

## Overig
Veel van de foto’s voor de ansichtkaarten van Berkers-Kuypers en Berkers-Verbunt waren van de hand van de Astense fotograaf L.J. Coolen.
Adriaan Berkers emigreerde in 1910 met zijn gezin naar Kaukauna in de Amerikaanse staat Wisconsin, waar hij een sierteelt bedrijf begon.
De ansichtkaarten van Berkers-Verbunt zijn thans gewilde verzamelobjecten.